# Canthylidia aberrans
Canthylidia aberrans är en fjärilsart som beskrevs av Butler 1886. Canthylidia aberrans ingår i släktet Canthylidia och familjen nattflyn. Inga underarter finns listade i Catalogue of Life.